# Hanna, Wyoming
Hanna är en småstad i Carbon County i södra delen av delstaten Wyoming i USA, med 841 invånare vid 2010 års folkräkning.

## Historia
Hanna ligger vid den historiska sträckningen för den första transamerikanska järnvägen och grundades av Union Pacific som en kolpåfyllningsdepå och kolgruva.
30 juni 1903 klockan 10:30 inträffade en större explosion i kolgruva nummer 1 i Hanna. Explosionen tros ha inträffat omkring två kilometer under jorden och ha blockerat vägen ut för större delen av arbetarna. Av de 215 arbetarna på plats överlevde endast 46. Offren var huvudsakligen finska och afroamerikanska arbetare. Stadens befintliga kyrkogård var för liten för att begrava alla offren, och därför etablerades Hanna Cemetery fem kilometer utanför staden. Katastrofen var den allvarligaste gruvkatastrofen i Wyomings historia. 
Befolkningen nådde en topp med 2 288 invånare år 1980, men har sedan dess minskat kraftigt till mindre än hälften på grund av att de lokala kolgruvorna har stängts.